# Utebo (stacja kolejowa)
Utebo (hiszp: Estación de Utebo) – stacja kolejowa w Utebo, w prowincji Saragosa, we wspólnocie autonomicznej Aragonia, w Hiszpanii. Została otwarta 11 czerwca 2008 i znajduje się na linii 1 Cercanías Zaragoza.